# Яко Яковски
Яко Яковски или Яков Яковски е католически духовник, автор на първите български печатни книги за католиците в Южна България (написани на павликянско наречие и отпечатани на латиница), енорийски свещеник, просветител и учител.

## Биография
Яко Иванов Стойков е роден на 21 март 1821 г. в село Калъчлий (днес кв. Генерал Николаево на град Раковски). Той е взел за фамилно име презимето на дядо си Яко. На 3 ноември 1834 г. заминава да учи в Рим, където завършва средното и висшето си образование през 1845 г. Той получава титла доктор по богословие. Счита се, че той е първият раковчанин получил докторска степен.
Автор е на няколко отпечатани книги (някои в съавторство с Петър Арабаджийски), написани на павликянско наречие и отпечатани на латиница. В послеслова на първата си книга (издадена през 1844 г. в Рим) авторът пише, че предоставя на християните „тая книжка и мола се на вас сички да и прейемити, да я четети и да си я имате драго“. В увода той дава обяснение как трябва да се четат латинските букви по възприетия тогава от свещениците правопис. Тази книга е била използвана като домашен буквар от павликянското население в пловдивско.
През 1846 г. се завръща в България. Бил е свещеник в енориите – „Непорочно зачатие на Дева Мария“ във Варна, „Свети Петър и Павел“ в село Даваджово (Хисаря) и „Свети Франциск Асизки“ в село Герена (Белозем). През 1862 г. е назначен като енорист в енорията „Свети Архангел Михаил“ в село Балтаджии (Секирово). Следващата година той успява да убеди общината да отпусне средства за създаване на първото светско училище и става пръв негов преподавател. Сграда на училището е построена през август 1863 г., но тя изгаря през 1878 г.
Умира на 21 февруари 1872 г. Погребан е в църквата в родното си село, а след построяване на новата църква костите са пренесени и препогребани в селските гробища. През 2012 г. е поставена паметна плоча на отец Яко Яковски в двора на училището в кв. „Секирово“.
- „Молитвеник за християните от Пловдивско“
- Надгробна плоча на отeц Яковски и сестра му в гробищния парк на кв. „Генерал Николаево“ в град Раковски
- Паметна плоча на отец Яковски в двора на основаното от него училище в кв. „Секирово“ на град Раковски